# Cixi

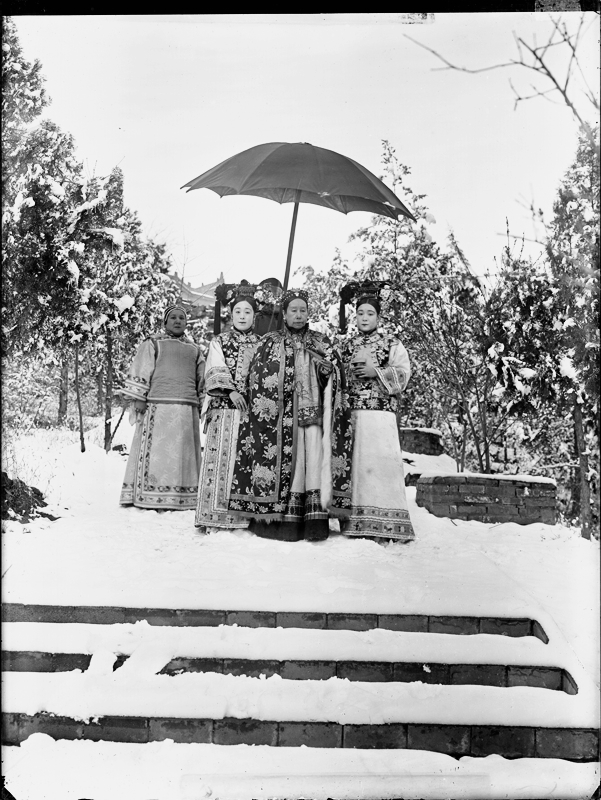
Cesarzowa Cixi w otoczeniu dworu

Cixi (chiń. trad. 慈禧太后; pinyin Cíxǐ Tàihòu; dosł. „Cesarzowa Cixi” ur. 29 listopada 1835, zm. 15 listopada 1908) – cesarzowa Chin z dynastii Qing w latach 1861–1908. Znana również jako Cesarzowa Wdowa, Cesarzowa Orchidea lub Stara Budda. Jej imię pośmiertne to 
Xiaoqin Xian.

## Życiorys

### Dzieciństwo i młodość
Pochodziła z rodziny mandżurskiej. Jej ojciec, Huizheng, był zamożnym, wysoko postawionym urzędnikiem w administracji cesarskiej. Pierwotnie nosiła mandżurskie nazwisko Yehe Nara, przez Chińczyków wymawiane jako Yehenala, a następnie zaadaptowane w publikacjach zagranicznych jako Yehonala lub Jehonala. W dzieciństwie pobierała podstawową edukację, nauczyła się czytać i pisać po chińsku w zakresie podstawowym. Uważa się, że była półanalfabetką, jednak w okresie, gdy żyła zaledwie 1% populacji Chin była w stanie czytać i pisać.

### Nałożnica cesarza
W 1852 udała się na dwór cesarski, by wziąć udział w procedurze wyboru cesarskich nałożnic dla cesarza Xianfenga. Została wybrana przez cesarza wraz z kilkoma innymi osobami spośród setek innych kandydatek. Od czerwca tego roku zamieszkała w haremie cesarza. Konkubiny na dworze posiadały rangi od pierwszej do ósmej. Cixi z początku miała rangę szóstą. Z czasem jednak zbliżyła się do cesarza i awansowała do wyższej rangi.
27 kwietnia 1856 urodziła mu syna, późniejszego cesarza Tongzhi i od tej pory jej pozycja na dworze zaczęła rosnąć. Usunęła w cień pozostałe konkubiny i wykorzystując bezdzietność pierwszej żony cesarza, stała się najważniejszą osobą w pałacu. 

### Regentka
22 sierpnia 1861 roku zmarł cesarz Xianfeng. Cesarstwo znajdowało się w trudnej sytuacji, krótki czas przed śmiercią cesarza zakończyła się II wojna opiumowa, podczas której wojska francuskie i brytyjskie zdobyły Pekin, a także splądrowały i zburzyły monumentalny Stary Pałac Letni. 
Po śmierci cesarza Cixi wspólnie z inną konkubiną, cesarzową Zhen odsunęły od władzy radę regencyjną i objęły władzę w imieniu małoletniego syna. Sprawowała ją do 1873, sprawując faktyczne rządy nad państwem.
W 1872 Tongzhi poślubił księżniczkę Alute, co spowodowało konflikt z matką, który zaostrzył się jeszcze po objęciu przez cesarza pełni władzy rok później. W 1875 roku cesarz zmarł w niewyjaśnionych okolicznościach, a jego żona rzekomo popełniła samobójstwo. Przypuszcza się, że zostali zamordowani na polecenie Cixi.
Po śmierci Tongzhi Cixi doprowadziła do osadzenia na tronie swojego 4-letniego siostrzeńca Guangxu, w imieniu którego ponownie objęła regencję. Swoją władzę utrzymywała dzięki układom w Zakazanym Mieście. Jej konserwatywne, izolacjonistyczne poglądy spowodowały pogłębienie się zacofania Chin. Otaczała się konserwatywną elitą mandżurską. Jej polityka doprowadziła do klęski Chin w wojnach z obcymi mocarstwami i utraty niezależności. Pieniądze przeznaczone na budowę floty cesarzowa przeznaczyła na rozbudowę swojej rezydencji w Pałacu Letnim, a chcąc dodatkowo ośmieszyć zwolenników modernizacji armii ustawiła na pałacowym jeziorze marmurowy statek służący jej do wypoczynku. Regencja cesarzowej zakończyła się w 1889, jednak nadal to ona miała decydujący wpływ na państwo.
W 1898 cesarz Guangxu podjął próbę usamodzielnienia się. Wiążąc się z ruchem Kang Youweia zainicjował próbę reformy państwa, znaną jako sto dni reform. Chcąca utrzymać pełnię władzy Cixi doprowadziła do przewrotu pałacowego. Reformatorzy zostali wypędzeni lub straceni, a cesarz umieszczony w areszcie domowym, w którym przebywał do swojej śmierci 14 listopada 1908.
W 1900 podczas powstania bokserów Cixi początkowo poparła powstańców, lecz gdy wojska cudzoziemskie weszły do Pekinu uciekła wraz z dworem do Xi’anu, a następnie przeszła na stronę cudzoziemców, występując przeciw bokserom.

### Ostatnie lata życia
W ostatnich latach życia Cixi próbowała wprowadzić ograniczone zmiany: zezwoliła na otwarcie szkół, modernizację armii i budowę kolei.
14 listopada 1908 zmarł cesarz Guangxu. W dzień po jego śmierci zmarła również cesarzowa Cixi. Po jej śmierci władzę zgodnie z jej wolą odziedziczył Puyi. W swojej autobiografii przywołał opinie na temat cesarzowej, przedstawiając ją jako przebiegłą, żądną bogactw i władzy, bezlitosną i konserwatywną: Wdowa zachodnia płonęła żądzą władzy; nie rezygnowała z żadnych uprawnień i w ogóle z niczego co raz dostało się w jej ręce. Z punktu widzenia Cixi zasady moralne i starodawny kodeks postępowania istniały po to, żeby jej służyć, a nie po to, by ją w najmniejszym bodaj stopniu krępować.
Oficjalne tytuły cesarzowej to: Miłosierna, Szczęśliwa, Chroniona, Zdrowa, Przenikliwa, Promienista, Spokojna, Długowieczna, Mądra.
Cixi jako pierwsza władczyni Chin została sfotografowana i podróżowała pociągiem. Była entuzjastką przedstawień teatralnych, pisała utwory. Wykazywała skłonności narcystyczne, czego świadectwem jest to, co powiedziała podczas porównywania różnych kobiet do siebie: Myślę często, że na świecie nie ma chyba kobiety mądrzejszej ode mnie. Choć słyszałam wiele o królowej Wiktorii, wciąż nie sądzę, by jej życie było w połowie tak ciekawe i urozmaicone jak moje. Spójrz na mnie, ode mnie zależy los 400 milionów ludzi. W 1903 cesarzowa została sportretowana przez amerykańską malarkę Katharine Carl.

## Upamiętnienie
Na jej temat powstały liczne opracowania biograficzne i powieści, m.in. Cesarzowa (Imperial Woman) amerykańskiej noblistki Pearl S. Buck z 1956.